# Tannaim
Als Tannaim oder Tannaiten (reichsaramäisch Tanna ‚Lehrer‘; verwandt mit hebräisch schana ‚wiederholen, lehren, lernen‘) werden die Meister/Rabbinen der später als autoritativ betrachteten, mündlich durch ständige Wiederholung weitergegebenen jüdischen Lehre bezeichnet. Es sind die Gesetzeslehrer, deren Lehren den Inhalt der Mischna bilden, also die Lehrer der mischnaischen Zeit. Diese reichte bis etwa zum Jahr 200 n. Chr. in die Zeit von Rabbi Jehuda ha-Nasi.

## Anzahl, Periodisierungen und Bedeutung
Die Anzahl der Tannaim beläuft sich auf über 250, sie lebten fast durchweg im römischen Palästina, beginnend mit den Schulen Hillels und Schammais, endend mit Jehuda ha-Nasi.
Ihr Schrifttum umfasst die Mischna, die Tossefta, die Baraita (tannaitische Fragmente im Talmud) und die halachischen Midraschim.
Die Zeitperiode der Tannaim im engeren Sinn wird von ca. 10 bis 220 bzw. 70 bis 240 n. Chr. angesetzt. Es gibt verschiedene Datierungsansätze, Übergangsphasen und Zuordnungsprobleme. Ähnlich wie bei den Amoräern (s. u.) wird in verschiedene Generationen unterteilt. Von der Forschung wird eine unterschiedliche Anzahl von meist zwischen drei und sechs Generationen mit divergierenden Jahresangaben zur Abgrenzung konstatiert. So unterscheidet der deutsche Philologe Karl Bertau drei Generationen von Tannaim. Zur ersten zählt er Rabbi Gamaliel II., Rabbi Akiba, Eleasar ben Asarja, Jehoschua ben Chananja und Jehuda ha-Nasi, zur zweiten Jischmael und Elieser ben Hyrkanos, und zur dritten Generation Schimon ben Jochai. Der österreichische Judaist Günter Stemberger unterteilt dagegen in vier Generationen von Tannaiten. Die Jewish Encyclopedia unterteilt in sechs Generationen nach den Jahresgrenzen 10 bis 80, 80 bis 120, 120 bis 140, 140 bis 165, 165 bis 200 und 200 bis 220 n. Chr.
Auf die Tannaiten folgte die Periode der diese Lehren kommentierenden Amoräer (bis um 500 n. Chr.), dann die den babylonischen Talmud bearbeitenden Saboräer (bis zum 7. Jahrhundert) und schließlich die Periode der Geonim (bis zum 11. Jahrhundert).
Den Tannaiten voraus ging die Periode der so genannten Soferim (beginnend mit Esra).
Die Bedeutung der Tannaiten liegt in der Sammlung und Ordnung der mündlichen Tradition in halachische Kodizes (Mischna, Tossefta) und halachische Tora-Exegese (halachische Midraschim) zu einer Zeit, in der die Traditionskette durch die Verfolgung und den Tod der Lehrer und die Zerstörung der Gelehrtenschulen abzubrechen drohte (Jüdischer Krieg, Bar-Kochba-Aufstand).

## Ausgewählte Tannaiten
Diese Liste folgt der Einteilung der Jewish Encyclopedia.

### Tannaiten der ersten Generation bzw. „frühe Tannaiten“ (10–80)
Rabbi Akiba
- Ben Bag Bag
- Chananja ben Aqaschja
- Chananja ben Chiskija ben Garon
- Chanina ben Dosa
- Chanina Segan ha-Kohen
- Gamaliel I.
- Hillel der Ältere
- Jischmael ben Elischa ha-Kohen Gadol
- Jochanan ben Sakkai
- Nachum aus Gimso
- Nachum der Meder
- Nechonja ben ha-Qana
- Schammai
- Simeon ben Gamaliel I.
- Zadok

### Tannaiten der zweiten Generation (80–120)
Abba Saul ben Batnit
- Ben Asai
- (R. Simeon) Ben Nannos
- Ben Paturi
- Ben Soma
- R. Chananja (oder Chanina) ben Gamaliel II. (auch: Gamliel)
- Dosa ben Archinos
- Eleasar aus Modiin
- Eleasar ben Arach
- Eleasar ben Asarja
- Eleasar ben Zadok I.
- R. Eleazar ben Parta
- Elieser ben Hyrkanos
- Elieser ben Jakob der Ältere
- Elischa ben Abuja
- Gamaliel II.
- Jehoschua ben Chananja
- Jehuda ben Baba
- R. Jehuda ben Batyra
- Jochanan ben Beroka
- Jochanan ben Nuri
- Jose ben Chalafta
- Jose(f) der Priester
- Jose ha-Gelili
- R. Jose, Sohn der Damaszenerin (ben Dormasqit)
- Mattia ben Cheresch
- R. Papias
- Pappos (ben Jehuda)
- Samuel der Kleine
- Simeon ben Natanael
- Simeon ha-Paqoli
- R. Simeon von Timna (ha-Timni / ha-Temani, „aus Teman“ [Edom])
- Rabbi Tarfon

### Tannaiten der dritten Generation (120–140)
Chananja (Babylon)
- Chananja ben Chakinai
- R. Chananja ben Jehuda
- Chanina ben Teradjon
- R. Eleazar ben Jehuda, aus Bartota (Birtota?) / Eleazar Isch Bartota
- Ilai I.
- Jehoschua ben Qorcha
- Jehuda ben Ilai
- Rabbi Jischmael
- Jochanan ha-Sandelar
- R. Jochanan ben Torta
- Jonatan
- Joschia
- Jose ben Qisma
- Nechemja
- Schimon ben Jochai
- Simeon ben Gamaliel II.

### Tannaiten der vierten Generation (140–165)
Abba Eleazar ben Gamla
- Abba Jose ben Dostai
- Abba Saul
- Achai ben Joschija
- Chidka
- Dosa
- Dostai ben Jannai
- Eleasar ben Jose ben Chalafta
- Elieser ben Jakob der Jüngere
- Elieser ben Jose ha-Gelili
- Eurydemos ben Jose (ben Chalafta)
- R. Isaak
- Jakob (ben Korschai)
- Jehuda ben Tema
- Jose ben Jehuda
- Rabbi Meir
- Natan ha-Babli
- R. Nehorai
- Pinchas ben Jair
- Reuben ben Istrobeli
- R. Simeon aus Schiqmona
- Simeon ben Eleazar
- Simeon ben Menasja

### Tannaiten der fünften Generation (165–200) und der sechsten Generation (Übergang zu den Amoraim, 200–220)
Banna’a
- Bar Qappara
- Dostai ben Jehuda
- Eleazar ha-Qappar
- Jehuda ha-Nasi
- R. Jehuda ben Laqisch
- R. Jehuda ben Naqosa
- R. Jischmael ben Jose (ben Chalafta)
- R. Jonatan ben Amram
- R. Jose ben Meschullam
- R. Jose ben Saul
- Levi bar Sisi (Sosius?)
- R. Mana in Akko
- R. Menachem ben Jose (ben Chalafta)
- R. Simai
- R. Simeon ben Chalafta
- Simeon ben Jehuda
- R. Simeon ben Jose ben Laqonja
- Symmachos b. Joseph

### Tannaiten nicht definierter, unsicherer oder widersprüchlicher Zuordnung
Abba Chanin (Chanan)
- Chananja (Tannait)
- R. Chananja ben Aqabja (oder Aqiba)
- Eleasar ben Schammua
- Eleasar ben Simon
- Eleasar ben Zadok II.
- Eleasar Chisma
- Issi (auch Jose) ben Aqabja
- Issi (Verkürzung von Josef) ben Jehuda = Issi der Babylonier (?)
- R. Jischmael, Sohn des Jochanan ben Beroqa / Ismael ben Jochanan ben Beroka
- Jonatan ben Usiel
- R. Jose ben Jasjan / Ben Jasjan
- R. Jose ben Kipper (Kefar?)